# Sphaerosoma compressum
Sphaerosoma compressum is een keversoort uit de familie Alexiidae. De wetenschappelijke naam van de soort werd in 1901 gepubliceerd door Edmund Reitter.